# Chevilly-Larue
Chevilly-Larue es una comuna francesa situada en el departamento de Valle del Marne, de la región de Isla de Francia.
Los habitantes se llaman Chevillais y Chevillaises.

## Demografía
| 294 | 256 | 225 | 246 | 317 | 296 | 298 | 295 | 274 | 316 | 281 | 374 | 370 | 526 | 526 | 719 | 674 | 747 | 832 | 775 | 1 108 | 1 248 | 1 894 | 2 840 | 3 332 | 3 102 | 3 861 | 11 458 | 16 168 | 17 687 | 16 026 | 16 223 | 18 149 | 19 152 | 19 169 | 20 326 |
| Para los censos de 1962 a 1999 la población legal corresponde a la población sin duplicidades (Fuente: INSEE [Consultar]) |     |     |     |     |     |     |     |     |     |     |     |     |     |     |     |     |     |     |     |       |       |       |       |       |       |       |        |        |        |        |        |        |        |        |        |